# Sœurs de la Sainte Famille de Savillan
Les Sœurs de la Sainte Famille de Savillan (en latin : Congregationem Sororum Sacrae Familiae Saviliani ) sont une congrégation religieuse féminine enseignante et hospitalière de droit pontifical.

## Historique
Le 19 mars 1877, Joséphine Gabrielle Bonino (1843-1906) entre dans le Tiers-Ordre carmélite et commence à se consacrer aux soins des orphelins. Son exemple attire d'autres jeunes filles, et en 1881, elle est élue supérieure de la communauté rassemblée autour d'elle. 
Le 8 septembre 1887, le cardinal Alimonda, archevêque de Turin, érige canoniquement le nouvel institut sous le patronage de la Sainte Famille ; le 6 octobre suivant, les 12 premières sœurs émettent leurs vœux religieux et commence officiellement la congrégation. L'institut obtient le décret de louange le 1er août 1975. 

## Activités et diffusion
Les sœurs se consacrent à l'enseignement, au service des pauvres et des malades.
Elles sont présentes en Italie ; des sœurs sont en mission en Albanie, au Brésilet au Cameroun. 
La maison-mère est à Savillan.
En 2017, la congrégation comptait 37 sœurs dans 5 maisons.